# Cantique des cantiques
Pour les articles homonymes, voir Cantique des cantiques (homonymie).
Le Cantique des cantiques (en hébreu : שיר השירים, Chir ha-chirim ; en grec ancien : ᾎσμα ᾈσμάτων, Âsma Asmátôn ; en latin : Canticum canticorum Salomonis), dit aussi Cantique ou Chant de Salomon, est l'un des livres poétiques de la Bible. Il revêt la forme d'une suite de poèmes, de chants d'amour alternés entre une femme et un homme (voire où plusieurs couples s'expriment), qui prennent à témoin d'autres personnes et des éléments de la nature. 
Son écriture est attribuée traditionnellement à Salomon, roi d'Israël. Le texte est lu à la synagogue lors du shabbat de la fête de Pessa'h ainsi que, dans la tradition séfarade, lors de l’office de chaque vendredi soir
Il a également été intégré à la Bible chrétienne.

## Contenu
Le Cantique des cantiques revêt la forme d'une suite de poèmes, de chants d'amour alternés entre une femme et un homme (voire où plusieurs couples s'expriment), qui prennent à témoin d'autres personnes et des éléments de la nature.
L'amour décrit est un amour sensuel et passant continuellement par l'exaltation de la beauté et des relations physiques. Le langage hébraïque du livre fait clairement référence à la sensualité et à une relation d'amour exprimée physiquement, et ce dès ses premières lignes, comme dans le verset 2 du chap. 1er : « Qu’il me baise des baisers de sa bouche ! Car tes baisers sont meilleurs que le vin ». Le terme traduit par « baisers » (en hébreu, דּוֹדֶיךָ, dodeikha) signifie amour (entre les sexes) et insinue des actes d'amours (baisers, caresses), si bien qu'associé à un autre terme (et décliné) il désigne le lit conjugal.

## Positionnement

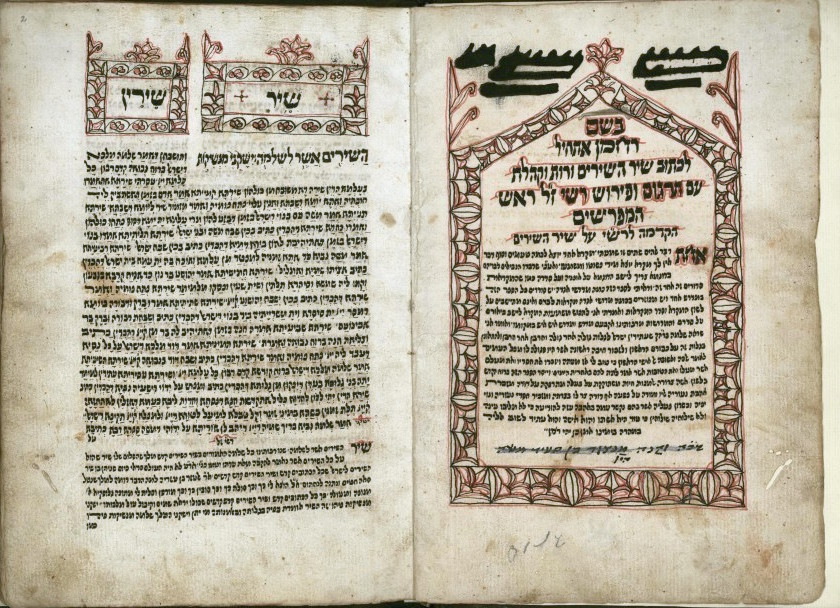
Une page de l'interprétation de Rachi du Cantique des cantiques, XI.

On retrouve des parallèles à de nombreuses expressions du Cantique dans la littérature du Proche-Orient ancien, notamment dans les poèmes d'amour égyptiens. Le cadre géographique et social est suggéré par quelques noms propres — Jérusalem, Tirça, le Liban, Galaad (actuelle Jordanie)... —, mais de telles références ne permettent pas de fixer avec certitude sa date et son lieu de rédaction.
Sa composition est attribuée à un compilateur du IVe siècle av. J.-C. qui y aurait fondu différents poèmes. Il a même été avancé l'hypothèse que le Cantique des cantiques ait été rédigé par une femme, comme le pense André Lacocque, étant donné la large place qui est accordée aux personnages féminins et le fait qu'il y parle d'amour et jamais de mariage.
Le livre a d'abord été rejeté du canon juif à cause du caractère profane dont témoignent de nombreuses images érotiques comme « tes seins sont comme deux faons, jumeaux d'une gazelle » ou « ta poitrine comme les raisins mûrs ». Le Cantique n'a été retenu dans le canon et dans la Septante qu'au Ier siècle apr. J.-C.. La Mishna évoque les vives discussions au sujet de son intégration dans ce canon. Il n'a pu y trouver sa place qu'à la suite de l'interprétation allégorique de Rabbi Akiva, pour qui le Cantique des cantiques est une déclaration symbolique de l'amour entre Dieu (YHWH) et son peuple, Israël : « Le monde entier ne vaut pas le jour où le Cantique des cantiques a été donné à Israël, car tous les ketoubim sont chose sainte, mais le Cantique des cantiques est chose très sainte ».
La tradition juive le classe parmi les cinq meguilloth qui sont des rouleaux attachés à des fêtes liturgiques. Le nom de Dieu n'y apparaît pas, si ce n'est sous une forme abrégée, Flamme de Yah (Ct 8.6), Yah étant un diminutif de YHWH.
Il fait partie des Ketouvim (autres écrits) dans le Tanakh — la Bible hébraïque — et des Livres poétiques dans l'Ancien Testament — la première partie de la Bible chrétienne. On considère qu'il fait partie de la littérature sapientiale (de sagesse), ce qui est sans doute l'une des raisons pour laquelle on a voulu le relier au roi Salomon. Cependant, malgré la présence de certains archaïsmes dans le texte, la langue et le style assez tardifs font penser à l'époque perse ou même hellénistique (IIIe siècle av. J.-C.).
Plus tard, les exégètes chrétiens se sont souvent montrés perplexes devant ce livre. Bien qu'il soit reconnu comme faisant partie du canon biblique, son contenu en a troublé plus d'un. L’humaniste Sébastien Castellion avait émis des doutes quant à l’inspiration divine du livre à cause de son caractère sensuel, ce qui lui attira les foudres de Jean Calvin. Néanmoins, il le conserva dans sa traduction de la Bible.

## Lecture allégorique
Selon des exégètes juifs[Lesquels ?], le Cantique est un poème exprimant l’amour de l’Éternel pour Israël, qui « y découvraient une esquisse allégorique de l’histoire d’Israël depuis l’exode hors d'Égypte jusqu’à l’arrivée du Messie. C’est en raison de ces prétendues allusions à l’exode que le Cantique est lu dans la synagogue au huitième jour de la fête du pain sans levain ».
Selon une exégèse chrétienne, le texte est une allégorie de la relation d'amour qu'entretiennent le Christ et son Église (ou entre le Christ et l'âme humaine), relation qui est de nombreuses fois célébrée ou illustrée dans le Nouveau Testament, principalement dans les écrits de Paul, mais aussi dans certaines paraboles de Jésus lui-même selon les Évangiles. Cependant, cette interprétation allégorique est fragilisée par les images érotiques qui émaillent le texte. De plus, la relation d'amour entre Jésus et son Église n'est jamais décrite d'une telle manière : bien que, de manière assez surprenante, le terme grec utilisé par les Septante pour dire l'Amour dans le Cantique soit l'agapè, il apparaît que cet agapè est plus proche de l'éros platonicien que de l'amour chrétien traditionnel (paulinien). Enfin, quand bien même le Nouveau Testament rapproche l'image de la bien-aimée et du bien-aimé de celle du Christ et de l'Église, jamais les auteurs du Nouveau Testament ne prennent le Cantique des cantiques comme modèle. À cet égard, l'exégète Xavier Léon-Dufour note toutefois que la quête aimante de Jésus par Marie de Magdala en Jean 20, 11-16 renvoie au Cantique des cantiques 3,1-4. En Jean 20, 16, Marie dit à Jésus « Rabbouni », traduit par « maître » dans l'évangile mais qui est en réalité un diminutif de « Rabbi » (« mon maître »), ce qui pourrait constituer une nuance d'affection ou de familiarité.

## Interprétations
Ce livre a été aussi considéré[Par qui ?] de façon plus prosaïque comme une collection de poèmes décrivant l'amour entre une jeune fille et son amoureux, dont on fait parfois un couple marié, croyant y déceler des noces. Dans ce cadre, une interprétation « hébraïque » du Cantique des cantiques (qui rallie un nombre important de protestants) est que ce dernier décrit un modèle idéal de l'amour entre les époux tel qu'il devrait être selon la volonté de Dieu.

### Mariage sacré mésopotamien

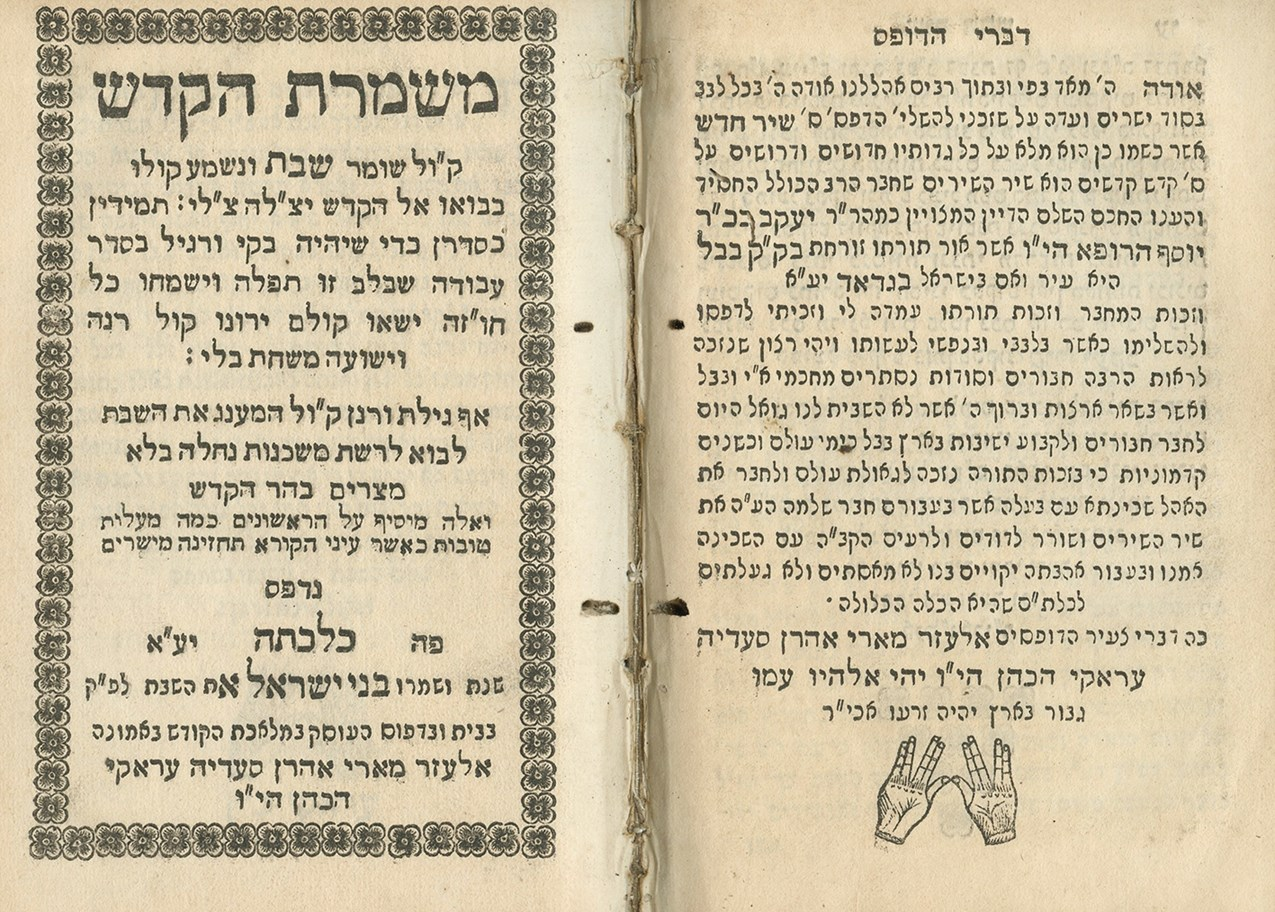
Commentaire de Mishmeret HaKodesh Shir Hadash sur Shir HaShirim (Cantique des cantiques), tradition sépharade, par le rabbin Ya'akov ben R 'Yosef de Bagdad (Irak) publié à Kolkata (Inde), 1843

Une autre approche est l'interprétation culturelle, qui tente de faire le lien avec la liturgie païenne du « mariage sacré » appelé aussi hiérogamie, qui était pratiqué en Mésopotamie (T.J. Meek, W. Wittekindt, H. Hempel). Dans le Proche-Orient, on parle d'une coutume selon laquelle le roi devait s'unir charnellement une fois l'an avec une prêtresse de la déesse de la fécondité afin d'assurer la fertilité des terres et des animaux. La prêtresse prenait ainsi la place de sa déesse et le roi, celui de son mari. Dans ce cadre, le jeune couple du Cantique des cantiques représenterait soit la déesse Inanna avec le dieu Dumuzi, soit leur équivalent akkadien, la déesse Ishtar et le dieu Tammuz (Dumuzi). J. F. Froger a également proposé une autre approche dans La voie du désir. Elle consiste à superposer les thèmes abordés du Cantique des cantiques à ceux du mythe d'Éros et Psyché d'Apulée. D'après l'auteur, il existe suffisamment d'indices pour proposer un rapprochement des deux sujets. On y retrouve l'importance de « la nuit dans le chant d'amour ». « N'éveillez pas, ne réveillez pas, mon amour, avant l'heure de son bon plaisir » est une mise en garde qui rappelle l'avertissement de Psyché contre la tentation de connaître Éros. Les thèmes de l'exil et de la solitude constituent la partie centrale du conte. Mais les noces éternelles triomphent de la souffrance endurée.
Dans l'introduction au Cantique (Bible de Chouraqui), il est décrit deux plans de significations : celui de l'humain et celui de la création. « La poésie hébraïque marie-t-elle ici l'humain au cosmos ; elle voit le réel sous la forme d'un homme, et dans cet homme la totalité de l'univers ». Ceci n'est pas étranger à l'Éros, ce qui peut surprendre dans un livre biblique.
Sans nier ce qu'apportent ces approches, Henri Cohen Solal, psychanalyste, ou Marina Poydenot, enseignante au Centre Sèvres à Paris et membre de la Communauté du Chemin Neuf, s'appuyant sur des textes de Paul Beauchamp, André LaCocque ou Gianni Barbiero, avancent que le Cantique pourrait être un rêve éveillé de la fiancée qui se remémore les moments passés avec son bien-aimé : les termes employés font beaucoup référence à un vocabulaire onirique.

### Lecture féministe etqueer
Au XXIe siècle, une lecture féministe du cantique des cantiques se développe : ce dernier « propose une sagesse subversive par rapport aux normes patriarcales qui traversent l’ensemble de la Bible ». Jean-Jacques Lavoie et Anne Létourneau proposent également une lecture queer du cantique : l'amour et l'eros qui est célébré peut être lu à la fois d'un point de vue hétérosexuel ou homosexuel, car « il célèbre avant tout le don de l’amour humain en soi, sans faire référence à la procréation et à une quelconque conformité à une loi naturelle ». Ainsi, la sexualité est dissociée de la procréation, et les images renvoyant à la nourriture et à la boisson évoque davantage une sexualité orale que génitale. Pour Ken Stone, cela évoque davantage les relations lesbiennes qu'hétérosexuelles.
Pour Lavoie et Létourneau, « la bien-aimée est décrite comme une femme qui est libre d’aimer comme elle veut et qui elle veut », elle proclame son autonomie et son refus d'être possédée, en dépit des critiques émises par ses frères (qui lui reprochent sa vie sexuelle) ou par les autorités de la ville. Lorsqu'elle cherche son bien aimé dans la ville, elle est arrêtée par les gardes qui la prennent sans doute pour une prostituée et l'agressent physiquement. L'amour entre l'homme et la femme, qui a lieu en dehors du mariage, est réprimé par les normes sociales, mais la femme se montre défiante face à l'autorité patriarcale.
D'autre part, les frontières sexuelles sont brouillées, car des termes militaires masculins (tour de David, boucliers, armures de héros, chars de Pharaon) sont utilisés pour qualifier le corps de la femme, tandis que des qualificatifs utilisés pour décrire la femme (colombes, lotus) sont réutilisés pour qualifier l'homme. Pour Lavoie et Létourneau, « le Cantique purifie l’amour de toute forme de hiérarchie et de différence de pouvoir qui sont typiques des relations traditionnelles entre homme et femme ».
Lavoie et Létourneau soulignent également que la réciprocité est au cœur de la relation entre les deux amants, qui expriment leur amour et leur attraction l'un l'une pour l'autre. En conclusion, « l’amour, lorsqu’il est vécu dans la réciprocité, est célébré comme un absolu qui transcende la loi. Personne n’a donc à recevoir une quelconque autorisation pour aimer ».

## Premiers vers
« Qu’il m'embrasse de ses baisers et de sa bouche ! Tes caresses sont plus douces que le vin, quand elles se mêlent à l’odeur de tes parfums exquis ; ton nom est une huile épandue ; c’est pourquoi les jeunes filles t’aiment.

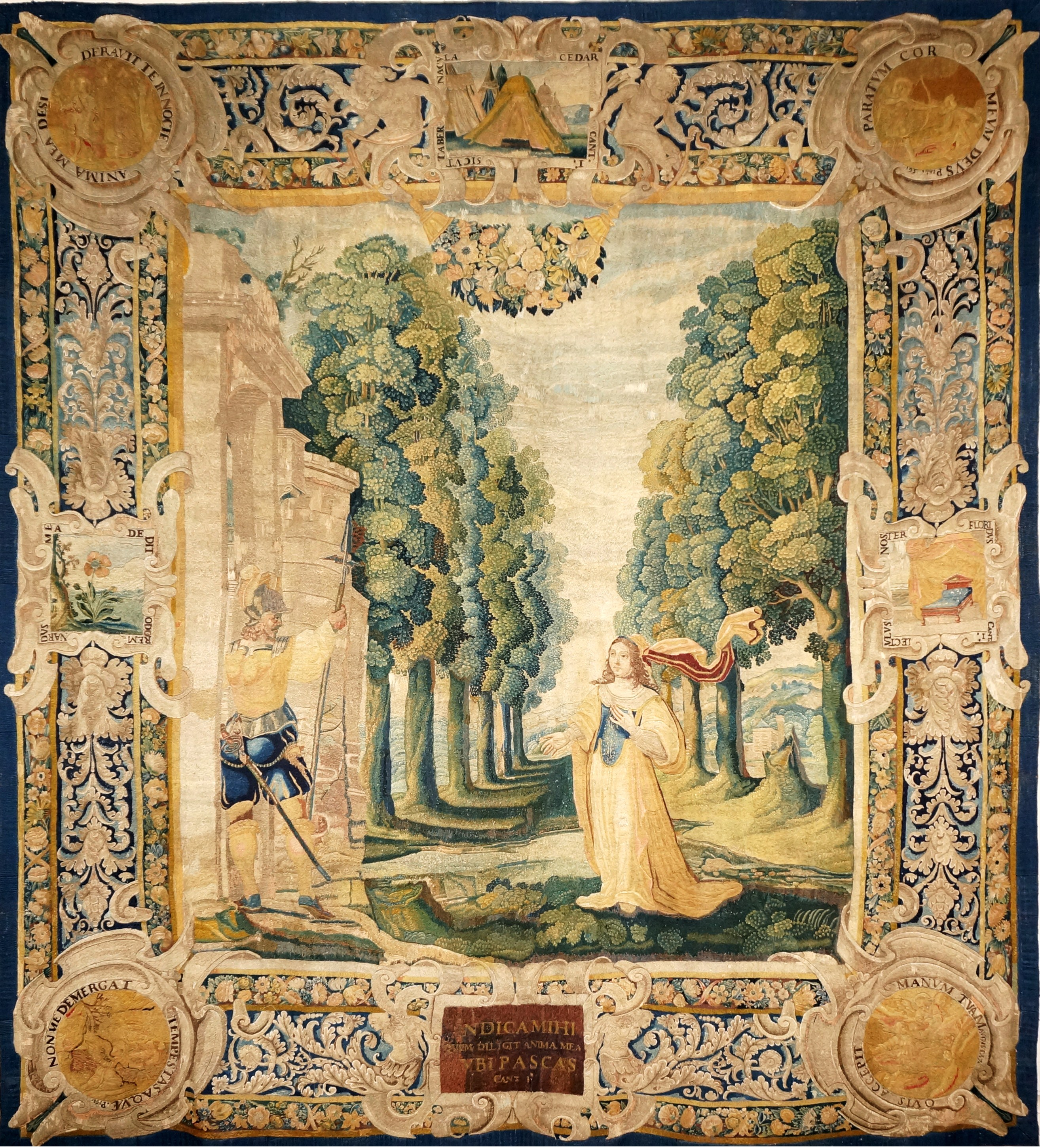
Tapisserie française sur le thème du Cantique des cantiques, palais du Tau, Reims, XVII.

Entraîne-moi après toi ; courons ensemble. Le roi m’a fait entrer dans son harem.
Nos transports et nos joies sont pour toi seul. Mieux valent tes caresses que le vin ! Qu’on a raison de t’aimer ! »

Amos Oz, dans Juifs par les mots (2014), suggère, après d'autres qu'un auteur possible serait Abisag, la Shunemite / Sunamite / Sulamite, originaire de Shunaam (שׁוּנֵם, Sunem, Sulam (en)), et qu'il soit prudent de lire non pas asher li-Shlomo (composé par Salomon), mais ashir li-Shlomo (composé pour Salomon).

## Dans les arts

### Peinture et arts plastiques

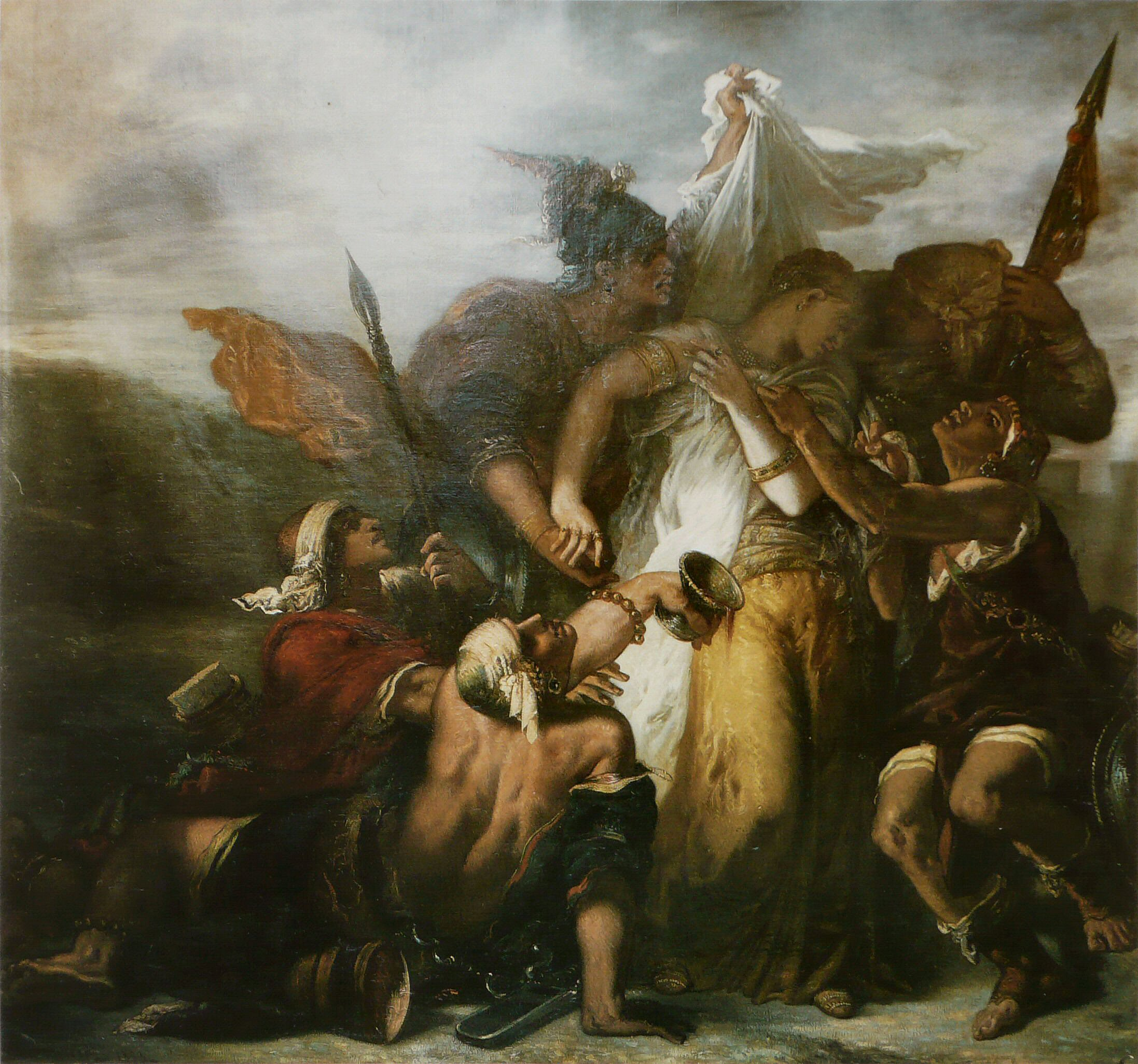
Gustave Moreau, Le Cantique des cantiques (1853), huile sur toile, musée des beaux-arts de Dijon.
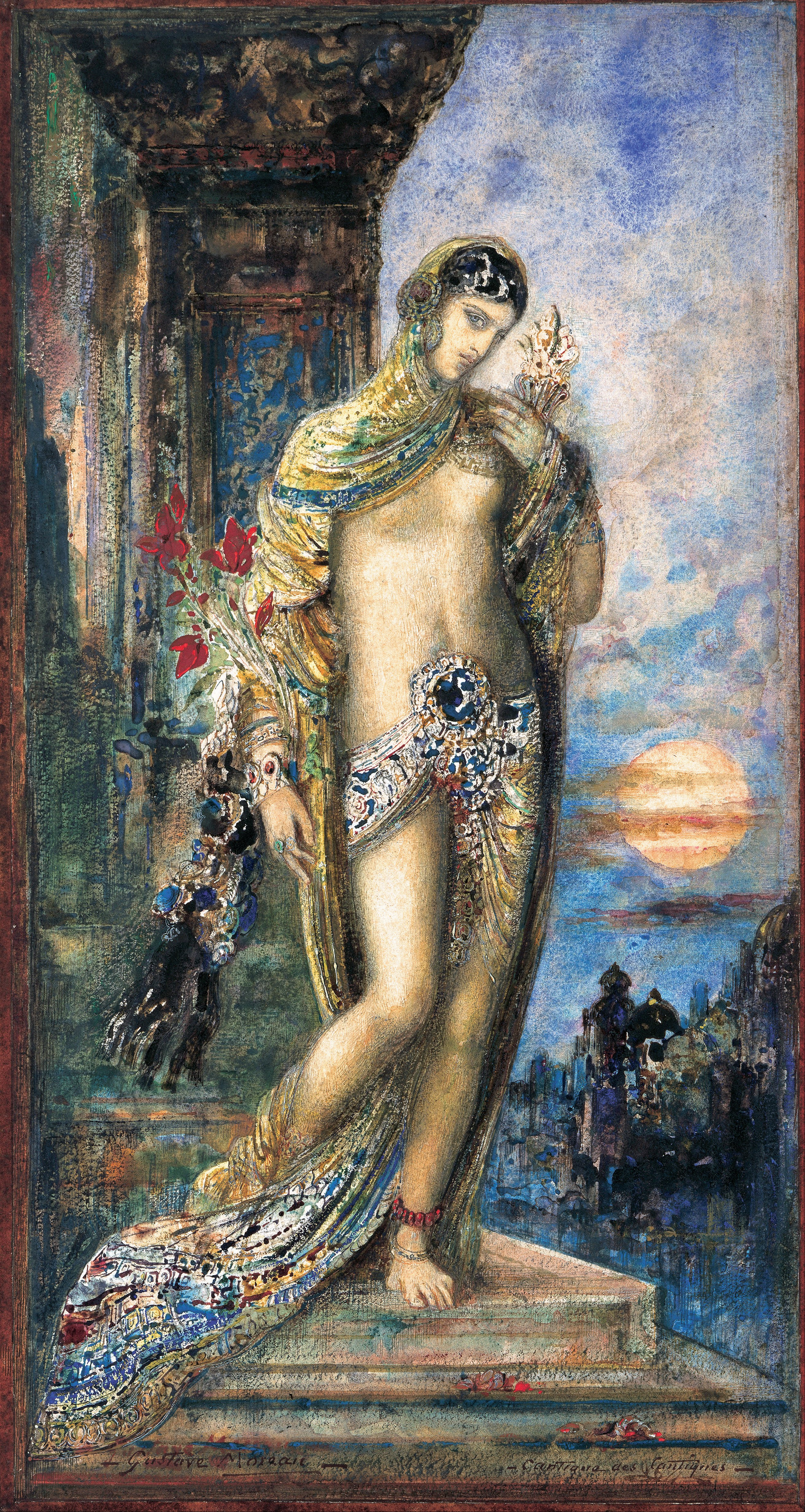
Shulamite (Salomé) du Cantique des cantiques, G. Moreau, 1893
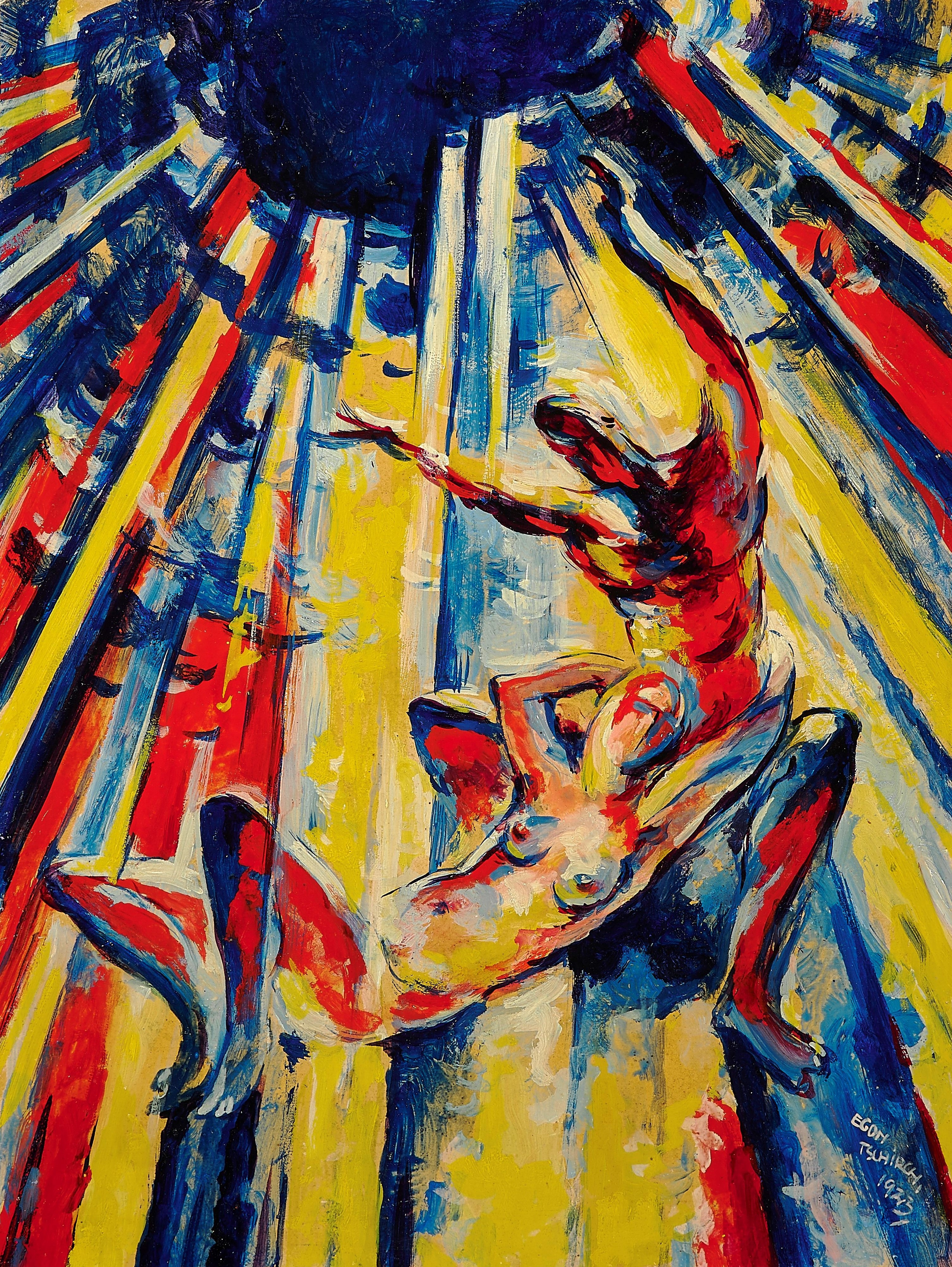
Egon Tschirch (en), Le Cantique des cantiques (en) (1923), tempera sur carton, musée d'art de Ahrenshoop, Allemagne.

- Gustave Moreau a peint un tableau intitulé La Sulamite, nom donné à l'une des femmes du Cantique des cantiques.
- Le Cantique des cantiques a inspiré Marc Chagall (1887-1985). Ces œuvres, qui traduisent l'amour ardent des futurs mariés, occupent une part importante du musée Marc-Chagall de Nice.
- L'écrivain et calligraphe Frank Lalou a particulièrement travaillé sur le Cantique des cantiques[9].
- Le cloître de la Cathédrale de Porto (Portugal) est orné de grandes fresques en azulejos réalisées au XVIIIe siècle par Valentin de Almeida. Elles illustrent le Cantique des Cantiques. Sous chaque scène figurent des vers en latin extraits des poèmes.

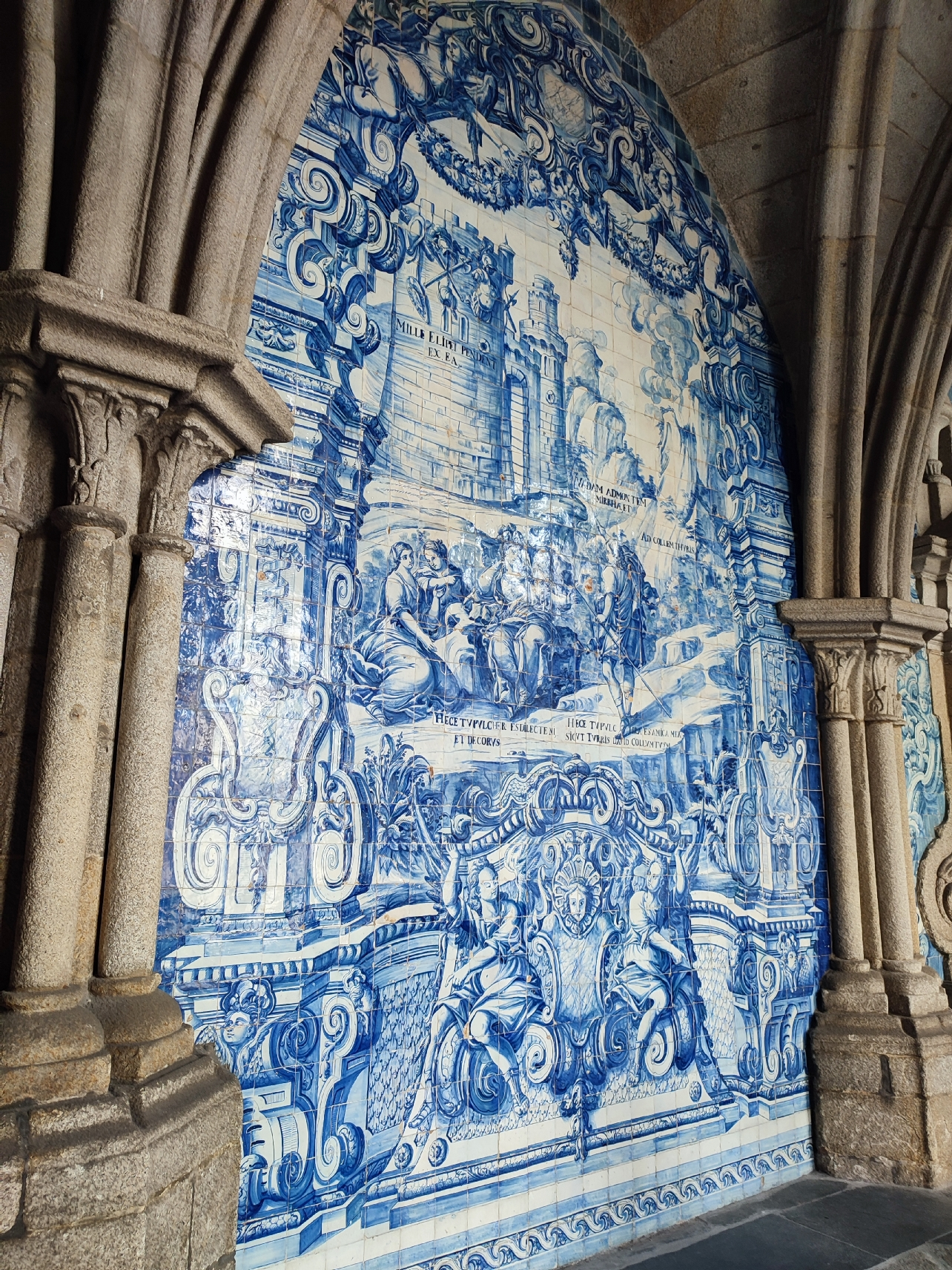
Cantique des Cantiques 4, 4-6

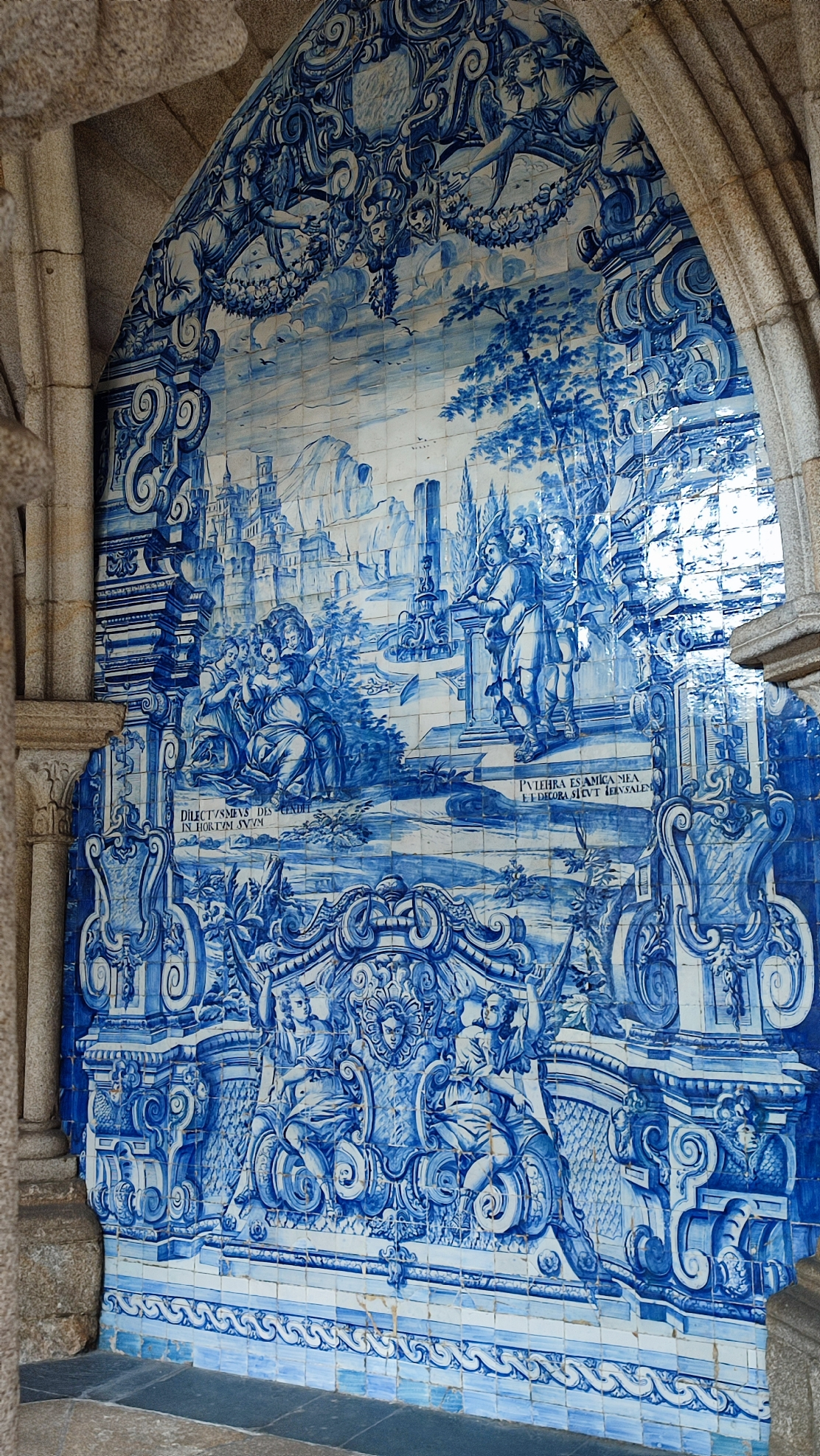
Cantique des Cantiques 6, 2-4

### Musique, chanson
- De très nombreux compositeurs se sont inspirés du Cantique des cantiques. Citons : Antoine de Févin (Descende in hortum meum), Nicolas Gombert (1539, 1541, etc.), Clemens non Papa, Gioseffo Zarlino (Canticum canticorum Salomonis), Francisco Guerrero, Roland de Lassus (Osculetur me, 1582), Giovanni Pierluigi da Palestrina (Canticum canticorum, motets à cinq voix, 1584 et La Cantica di Salomone, 1596), Tomás Luis de Victoria, Leonhard Lechner, Melchior Franck (dans Geistliche Gesang und Melodeyen, 1608), Claudio Monteverdi (dans Vespro della Beata Vergine, 1610), Heinrich Schütz (Dialogus : Ich beschwöre euch SWV 339), Dietrich Buxtehude (Wo ist mein Freund geblieben), Henry Purcell (My beloved spake and said unto me, 1678), Georg Böhm (Mein Freund ist mein), Jean-Sébastien Bach, Ralph Vaughan Williams (Flos campi, éd. 1925), Arthur Honegger (Cantique des cantiques, ballet, musique de scène, 1926, 1937), Rued Langgaard (Chant de Salomon), Lukas Foss (Song of Songs, 1946), Benjamin Britten (Canticle I : « My beloved is mine », 1947), Woody Shaw (Song of Songs, The Iron Men (en), 1977), Joseph Gelineau (Cantique des cantiques, 1996), Caroline Marçot (Nigra sum, 2001, Pulchra es, 2005), etc.
- 1986 : « ΑΣΜΑ ΑΣΜΑΤΩΝ » est récité par Irène Papas dans l'album Rapsodies de Vangelis
- Peter Pringle (en) a enregistré un album intitulé Canticum Canticorum, la traduction latine du nom Cantique des cantiques.
- 2000 : la chanteuse Karen Young a également enregistré un album intitulé aussi Canticum Canticorum.
- 2001 : Alain Bashung et Chloé Mons enregistrent un album intitulé Cantique des cantiques, lecture de la traduction d'Olivier Cadiot et Michel Berder de la Bible de Bayard sur fond musical composé par Rodolphe Burger[9].
- 2007 : Christian Zagaria compose pour Mireille Berrod plusieurs pièces réunies sous le nom Le chant des chants d'après le Cantique des cantiques. Un CD est paru en 2010 aux éditions Autrement dit. Mireille Berrod et Christian Zagaria donnent de nombreux concerts en France et en pays francophones.
- 2010 : le groupe Ein Guedi sort son 1er album sur le thème du Cantique des cantiques (production Première Partie).
- 2016 : lecture dans la cathédrale de Strasbourg du Cantique des cantiques (hébreu et français, Ruth Rosenthal), mise en musique par Rodolphe Burger avec trois musiciens, en écho à la lecture (arabe et français, Rayess Bek) d'un poème de Mahmoud Darwich, après la projection d'un extrait de film (interview du poète palestinien, dans Notre Musique de Jean-Luc Godard).
- 2018 : Natasha St-Pier et le groupe Glorious, Album : Thérèse de Lisieux – Aimer c’est tout donner[11].

### Théâtre
- En 1938, Jean Giraudoux choisit Cantique des cantiques comme titre d'une pièce en un acte. Une citation du livre biblique n'intervient qu'à la fin de la pièce.
- En 2017, plusieurs femmes de la Communauté du Chemin Neuf montent un spectacle de récitation, danse, musique et ombres chinoises sur le texte du Cantique des cantiques[12].

### Cinéma
- En 1984, dans Il était une fois en Amérique, le réalisateur Sergio Leone fait réciter par deux fois à ses personnages Deborah et Noodles des vers du Cantique des cantiques.

### En français
- Boyer, Frédéric., Prévost, Jean-Pierre, 1947- et Sevin, Marc. (trad. de l'hébreu), La Bible, Paris/Montréal (Québec)/Paris, Bayard, 2001, 3186 p. (ISBN 2-227-35800-9, 9782227358003 et 2894204647, OCLC 48012311, lire en ligne), p.1608, 2001
- Catherine Chalier, Jean-Louis Chrétien, Ruedi Imbach et Dominique Millet-Gérard, éd., Le Lumineux Abîme du Cantique des cantiques, Parole et Silence, 2008
- Jean-Louis Chrétien, Symbolique du corps : la tradition chrétienne du Cantique des cantiques, Paris, P.U.F., 2005
- François Félix et Philippe Grosos (éd.), Érotisme païen, érotisme biblique : Le Banquet et Le Cantique des cantiques, Paris-Lausanne, L'Âge d'Homme, 2012
- Marc Faessler, Francine Carillo, L'Alliance du désir. Le Cantique des cantiques revisité, Genève, Labor et Fides, 1995
- David Haziza, Talisman sur ton cœur. Polyphonie sur le Cantiques des cantiques, Paris,  éditions du Cerf, 2017, 272 p.
- Claude Hopil, Méditations sur le Cantique des cantiques, textes édités et présentés par Guillaume Peyroche d'Arnaud, Genève, Librairie Droz, 2000, 505 p.
- Othmar Keel, Le Cantique des cantiques, Paris, Cerf, 1997
- Frank Lalou, Patrick Calame, Le Grand Livre du Cantique des cantiques, Paris, Albin Michel, 1999
- Anne-Marie Pelletier, Lectures du Cantique des cantiques : de l’énigme du sens aux figures du lecteur, Roma, Pontificio Istituto Biblico, 1989
- Anne-Marie Pelletier, Le Cantique des cantiques, Cahier Évangile 85, 1993
- Yves Simoens, sj, Le Cantique des Cantiques, livre de la plénitude. Une lecture anthropologique et théologique, Bruxelles, Lumen Vitae, 2004

### Autres langues
- Athalya Brenner, The Song of Songs, Sheffield, Old Testament Guides, 1989
- Michael V. Fox, The Song of Songs and the Ancient Egyptian Love Songs, Madison, The University of Wisconsin Press, 1985
- Jill M. Munro, Spikenard and Saffron. The imagery of the Song of Songs, Sheffield, Sheffield Academic Press, 1995
- Carey Ellen Walsh, A startling voice: Woman’s desire in the Song of Songs, Biblical Theology Bulletin 28, 1999, p. 129-134.
- John B. White, A study of the language of love in the song of songs and ancient egyptian poetry, Dissertation Series 38, Missoula, Scholars Press, 1978